# Erez Tal
Erez  Tal (héberül: ארז טל; Tel-Aviv, 1961. július 27. –) izraeli televíziós műsorvezető és színész.

## Karrier
Tal volt a izraeli kommentátora az Eurovíziós Dalfesztiválnak 2018-ban.
2019. január 26-án bejelentették, hogy Bar Refaeli, Erez Tal, Assi Azar és Lucy Ayoub lesznek a 2019-es Eurovíziós Dalfesztivál műsorvezetői Tel-Avivban.

## Élete és pályafutása
2005. április 21-től Gili Levi a felesége. Egy közös gyermekük van.

## Fordítás
- Ez a szócikk részben vagy egészben  az   Erez Tal című német Wikipédia-szócikk fordításán alapul.  Az eredeti cikk szerkesztőit annak laptörténete sorolja fel. Ez a jelzés csupán a megfogalmazás eredetét és a szerzői jogokat jelzi, nem szolgál a cikkben szereplő információk forrásmegjelöléseként.